# ねじり ほんにょ
ねじり ほんにょは、宮城県栗原市田んぼ1番地出身のマスコットキャラクター。

## 概要
米どころの栗原市の田んぼの中で生まれたマスコットキャラクター。
ほんにょというのは、刈り取った稲を稲杭（いなぐい）にかけたもので、栗原の雨が降ったり止んだりで稲がなかなか乾かなかった地区では、風通しを良くして早く乾くように稲をずらして干したので、ねじれている。そのことからねじり ほんにょと呼ばれている。
キャラクターデザインの一般公募に応募された700点以上の中から選ばれた。おひさまが好きで日向ぼっこが趣味、苦手なのはスズメ。
ねじり ほんにょの歌も2015年（平成27年）に完成した。（作詞 ねじり ほんにょと仲間たち / 作曲・編曲 武田夏子）　

## プロフィール
- 生まれ:2014年（平成26年）
- 見た目:とてもモコモコ
- 職名:栗原市PR担当主事
- 性格:からだはねじれていても気持ちはストレート、お祭り大好き
- 特技:ひねりじゃんけん
- 友達:マイン坊や、光源クリハライザー[3]
- ライバル:はっとン

## 活動
- キャラクター対抗リレーで、ゴール間際に追い抜かれて、てる正宗になぐさめてもらったことがある[4]。
- くりはら田園鉄道の若柳駅でのイベントに参加[5]。